# Monte-Moro-Pass
Der Monte-Moro-Pass ist ein 2853 m ü. M. hoher Saumpass, der den Hauptkamm der Walliser Alpen östlich des Monte-Rosa-Massivs überquert.

## Lage
Über den Pass verläuft die Grenze zwischen Italien und der Schweiz. Der Pass verbindet das Walliser Saastal mit dem italienischen Valle Anzasca, einem westlichen Seitental des Valle d’Ossola (Eschental). Die Passhöhe wird im Westen vom Monte Moro (2984 m ü. M.)  und im Osten vom Joderhorn (3036 m ü. M.) begrenzt.

## Geschichte
Der verhältnismässig leicht begehbare Monte-Moro-Pass stellte nie eine wichtige transalpine Route dar. Er war aber im Hochmittelalter von regionaler Bedeutung, wovon noch Reste des gepflasterten Saumpfades zeugen. In dieser Zeit wanderten viele Saaser (Walser) über den südlichen Alpenhauptkamm und besiedelten die Täler östlich und südlich des Monte Rosa.

## Erschliessung
Der von Saas-Almagell ausgehende Saumweg führt entlang dem Stausee Mattmark südwärts ins Quellgebiet der Saaser Vispa und steigt dann steil zur Passhöhe an. Knapp südlich der Passhöhe liegt auf 2810 m s.l.m. das Rifugio Gaspare Oberto. Von dort erfolgt ein ebenfalls steiler Abstieg zum italienischen Passfussort Staffa, einem Ortsteil der Gemeinde Macugnaga. Von hier führt heute eine Luftseilbahn in zwei Sektionen bis fast auf den Monte-Moro-Pass, der Ausblick auf die höchsten Gipfel des Monte Rosa und einen Blick auf die Monte Rosa-Ostwand bietet.

## Bilder

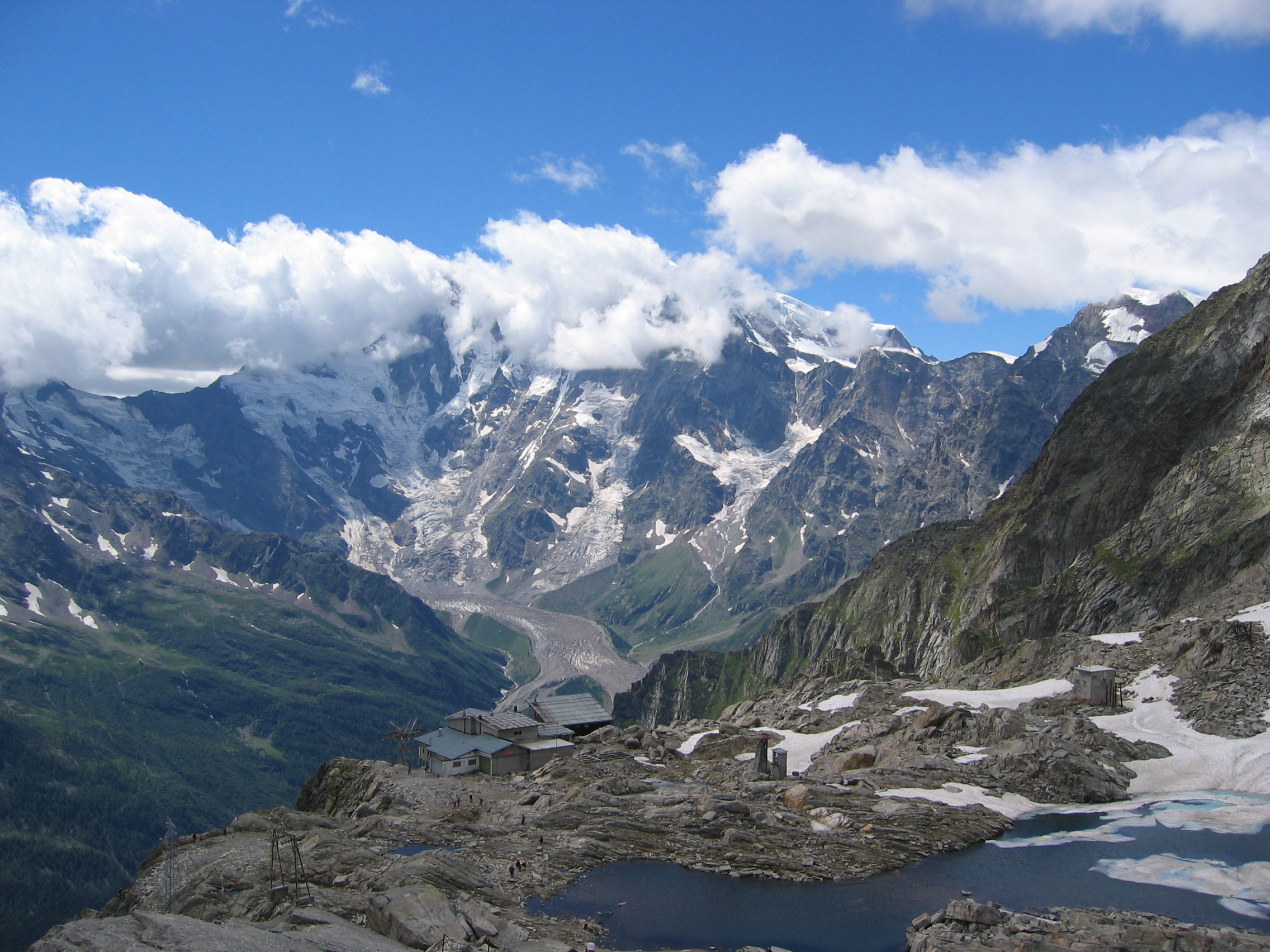
Blick zur Monte-Rosa-Ostwand vom Pass, im Vordergrund die Seilbahnbergstation
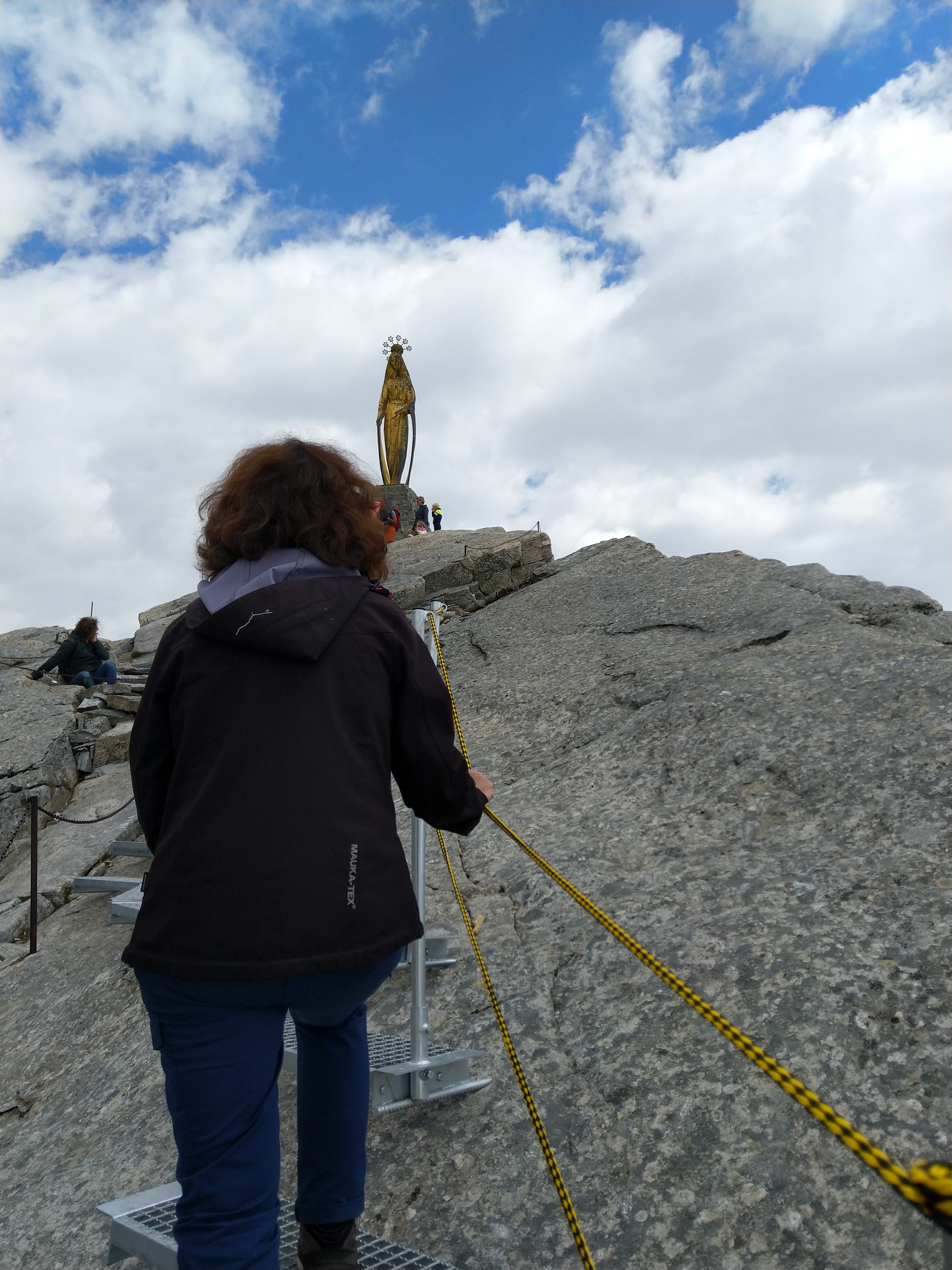
Aufstieg zur Maria zum Schnee am Pass